# 空想科学 (ゲーム会社)
空想科学株式会社（英: Kuusoukagaku Corp.）は鹿児島県奄美市に本社を置くゲーム開発会社。2011年7月1日、本社を埼玉県坂戸市より移転した。

## 関わったゲームソフト
アーケード
- 上海3
- おいしいパズルはいりませんか
- 琉球

スーパーファミコン
- RPGツクール SUPER DANTE
- RPGツクール 2
- メタルマックスリターンズ

PCエンジン
- レミングス

ゲームボーイ
- 攻めCOMダンジョン　ドルルルアーガ

ゲームボーイカラー
- RPGツクール GB

セガサターン
- ストライカーズ1945II
- 宿題がタントアール
- 廊下にイチダントアール

PlayStation
- ストライカーズ1945II
- RPGツクール 3
- ザ・ゲームメーカー 売れ売れ100万本げっとだぜ!
- ファイナルラウンド
- タクティクスオウガ
- コンビネーション・プロサッカー　〜Jリーグの監督になって世界をめざせ!〜
- タイニーバレット
- スターイクシオン

ドリームキャスト
- ガンバード2
- ドリームスタジオ -PC版あり。

PlayStation 2
- RPGツクール 5
- 3D格闘ツクール2